# 빙검의 마술사가 세계를 다스린다

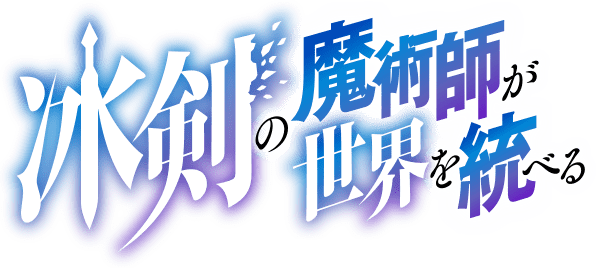

빙검의 마술사가 세계를 다스린다 ~세계 최강의 마술사인 소년은, 마술 학원에 입학한다~(冰剣の魔術師が世界を統べる〜世界最強の魔術師である少年は、魔術学院に入学する〜)는 미코시바 나나가 원작한 일본의 라이트 노벨 소설 작품이다. 「소설가가 되자」에서 2019년 10월 25일부터 연재 중. 서적판은 코단샤 라노벨 문고(코단샤)에서 2020년 7월 2일부터 간행되고 있으며, 일러스트는 코리에 리코.
미디어 믹스로서, 사사키 노부토에 의한 코미컬라이즈가 「매거진 포켓」(코단샤)에서 2020년 6월 24일부터 연재 중. 또, 2023년 1월부터 TV 애니메이션 「
빙검의 마술사가 세계를 다스린다」가 방영 중.

## 줄거리
아놀드 마술학원. 그곳은 전 세계에서 모든 마술사들이 모이는 세계 최고의 마술학원. 마술의 뜻을 끝까지 가기 위해 수많은 마술사들이 그 세계에 발을 들여놓는다.
그러나 그 학원에 레이 화이트도 역시 입학하려고 했었다. 그러나 그는 학원을 시작한 이래 첫 일반 가정 출신의 마술사. 마술사 집안도 아니고 귀족도 아니다. 그런 그를 주위 사람들은 모두 앝봤다.
하지만 모두는 몰랐다. 그는 세계 7대 마술사 중에서도 최강으로 칭송되고 있는 「빙검의 마술사」인 것을.
규격 외의 천재로 인한 왕도학원 판타지 개막.